# Рибосомний білок L13
Рибосомний протеїн L13 (англ. Ribosomal protein L13) – білок, який кодується геном RPL13, розташованим у людей на короткому плечі 16-ї хромосоми.  Довжина поліпептидного ланцюга білка становить 211 амінокислот, а молекулярна маса — 24 261.
| 10         |  | 20         |  | 30         |  | 40         |  | 50         |
| ---------- |  | ---------- |  | ---------- |  | ---------- |  | ---------- |
| MAPSRNGMVL |  | KPHFHKDWQR |  | RVATWFNQPA |  | RKIRRRKARQ |  | AKARRIAPRP |
| ASGPIRPIVR |  | CPTVRYHTKV |  | RAGRGFSLEE |  | LRVAGIHKKV |  | ARTIGISVDP |
| RRRNKSTESL |  | QANVQRLKEY |  | RSKLILFPRK |  | PSAPKKGDSS |  | AEELKLATQL |
| TGPVMPVRNV |  | YKKEKARVIT |  | EEEKNFKAFA |  | SLRMARANAR |  | LFGIRAKRAK |
| EAAEQDVEKK |  | K          |  |            |  |            |  |            |

A: Аланін

C: Цистеїн

D: Аспарагінова кислота

E: Глутамінова кислота

F: Фенілаланін

G: Гліцин

H: Гістидин

I: Ізолейцин

K: Лізин

L: Лейцин

M: Метіонін

N: Аспарагін

P: Пролін

Q: Глутамін

R: Аргінін

S: Серин

T: Треонін

V: Валін

W: Триптофан

Цей білок за функціями належить до рибонуклеопротеїнів, рибосомних білків. 